# 葛布街道
葛布街道，是中华人民共和国辽宁省抚顺市顺城区下辖的一个乡镇级行政单位。

## 行政区划
葛布街道下辖以下地区：
格林社区、商业社区、远航社区、中戈北社区、中戈南社区、后戈北社区、后戈南社区、西戈北社区、西戈南社区、英石社区、九台社区、辽勘社区、南街社区、新地社区和北街社区。